# 1!2!3!4!
『1!2!3!4!』は、グループ魂6枚目のオリジナルアルバム。

## 概要
- 前作を上回る収録分数79分16秒にも及ぶ大作。阿部義晴をプロデュースに迎えたシングル「ラブラブエッサイム'82」「べろべろ」を収録。初回盤には特典DVD「グループ魂のアルバムが出来るまで〜情熱"三宅"大陸〜」付き。
- レコーディング風景が収録されているDVDでは、メンバーが破壊のスリッパを使ったツッコミ(スリッパで頭を叩く)の音にこだわっているシーンが映されている。
- サウンドプロデューサーである、富澤タクが作曲した曲は4曲のみで、前作と比べ極端に減った。
- (#16-#23)はコントとなってある。

## 収録曲
1. パンク仲間はずれ (2:19)
作詞・作曲:宮藤官九郎
2. 俺たちに品はない (4:15)
作詞:宮藤官九郎、作曲:富澤タク
3. ラブラブエッサイム'82 (4:36)
作詞・作曲:宮藤官九郎、阿部義晴
5thシングル。
4. 男、腐りかけ 1 (1:07)
作詞:宮藤官九郎、作曲:三宅弘城
5. ずるむケーション ブレイクダウン (3:18)
作詞:宮藤官九郎、作曲:富澤タク
6. 押忍! てまん部 (3:29)
作詞:宮藤官九郎、作曲:三宅弘城
7. フェス!! 最高 (4:26)
作詞・作曲:宮藤官九郎
すでにライブで披露されており、ライブバージョンがシングル「ラブラブエッサイム'82」のカップリングに収録された。
8. 男、腐りかけ 2 (1:07)
作詞:宮藤官九郎、作曲:三宅弘城
9. SEARCH & 片思い (3:50)
作詞・作曲:宮藤官九郎、阿部義晴
10. 余命40年の花嫁 (3:35)
作詞:宮藤官九郎、作曲:小園竜一
11. 職務質問 (3:37)
作詞:宮藤官九郎、作曲:富澤タク
12. 男、腐りかけ 3 (カラオケ) (1:07)
作詞:宮藤官九郎、作曲:三宅弘城
13. IN (2:24)
作詞:宮藤官九郎、作曲:富澤タク
14. アイブラユー (3:36)
作詞:宮藤官九郎、作曲:小園竜一、宮藤官九郎
テレビ東京「モヤモヤさまぁ～ず2」のエンディングテーマとして使用された。
15. 中村梅雀 (2:30)
作詞・作曲:宮藤官九郎
16. 全ラーメン (2:52)
17. 1!2!3!4! ～15周年～ (0:32)
18. 日本の神秘 ～びらびら祭り～ (5:39)
19. 1!2!3!4! ～恐縮です!～ (0:26)
20. ぱっつん 15 (0:42)
21. 大江戸謝罪 & レスポンス (6:14)
22. 1!2!3!4! ～2010年10月1日～ (0:56)
23. しにものぐるい (8:52)
24. べろべろ (5:59)
作詞・作曲:宮藤官九郎、阿部義晴
25. 聖夜 (1:39)
作詞:宮藤官九郎、作曲:三宅弘城、阿部義晴